# Beregovo
Beregovo ou Berehove (em ucraniano:  Берегове; em russo:  Берегово; em húngaro:  Beregszász; em iídiche:  בערעגסאז Beregsaz, em russino:  Берегово) é uma cidade da Ucrânia, situada no Oblast da Transcarpátia, próxima à fronteira com a Hungria. Tem 19 km² de área e sua população em 2020 foi estimada em 23 571 habitantes.